# Hamad Međedović
Hamad Međedović (Novi Pazar, 18 luglio 2003) è un tennista serbo.
In singolare ha disputato due finali del circuito maggiore e ha vinto alcuni tornei nei circuiti minori, il suo miglior ranking ATP è stato il 61º posto raggiunto nell'aprile 2025, mentre non è andato oltre il 1267º in doppio. Ha fatto il suo esordio nella squadra serba di Coppa Davis nel febbraio 2023.

## Carriera

### Tra gli juniores
Gioca nell'ITF Junior Circuit dal 2017 al 2021 e vince solo tre tornei minori in singolare, tra cui un Grade 1 a Berlino nel 2019. Raggiunge i quarti di finale in doppio e il terzo turno in singolare all'Open di Francia 2020, giocato a ottobre. Nel gennaio 2021 sale al 9º posto del ranking mondiale juniores.

### 2019-2022, inizi tra i professionisti, primi titoli ITF e primo Challenger
Fa le sue prime rare apparizioni nei tornei del circuito ITF nel 2019 e nel 2020. Nel 2021 gioca con continuità tra i professionisti e ad aprile esordisce nel circuito Challenger raggiungendo il secondo turno al Serbia Challenger Open. Il mese successivo alza il primo trofeo in carriera vincendo un torneo di doppio ITF M25 a Prijedor. Due settimane più tardi esordisce nel circuito maggiore al Belgrade Open uscendo al primo turno sia in singolare che in doppio. Nei mesi successivi gioca pochi tornei senza conseguire risultati di rilievo.
Nell'aprile 2022 vince i primi due titoli in singolare in due tornei ITF M15 consecutivi di Adalia, il mese dopo si aggiudica in singolare il primo torneo ITF M25 a M25 Dulcigno. In quel periodo vince anche i primi match in tornei Challenger e a giugno raggiunge per la prima volta i quarti di finale in un Challenger a Prostejov. A luglio si aggiudica il primo titolo Challenger vincendo il singolare al Sauerland Open battendo in finale per 6-1, 6-2 Zhang Zhizhen. In quel periodo dirada i suoi impegni in doppio che diventeranno rari anche negli anni successivi.

### 2023, prime semifinali ATP, tre titoli Challenger, 102º nel ranking e vittoria alle Next Generation ATP Finals
Nel febbraio 2023 esordisce con una vittoria in singolare nella squadra serba di Coppa Davis in occasione della sfida vinta 4-0 contro la Norvegia.  Nel corso della stagione vince tre titoli Challenger e raggiunge le semifinali nei tornei ATP 250 dello Swiss Open Gstaad e dell'Astana Open. Già a marzo entra per la prima volta nella top 200 del ranking e a ottobre sale al 102º posto mondiale. A fine anno si qualifica per le Next Generation ATP Finals, nel round robin sconfigge Alex Michelsen, Abedallah Shelbayh e Luca Van Assche e in semifinale approfitta del ritiro di Stricker nel corso del secondo parziale. Nella finale, la prima decisa al quinto set nella storia del torneo, supera il favorito Arthur Fils.

## Statistiche

### Singolare

#### Finali perse (2)
| Legenda singolare    |
| Grande Slam (0)      |
| ATP Finals (0)       |
| ATP Masters 1000 (0) |
| ATP Tour 500 (0)     |
| ATP Tour 250 (2)     |

| N. | Data             | Torneo                  | Superficie  | Avversari in finale | Punteggio   |
| 1. | 9 novembre 2024  | Belgrade Open, Belgrado | Cemento (i) | Denis Shapovalov    | 4–6, 4–6    |
| 2. | 16 febbraio 2025 | Open 13, Marsiglia      | Cemento (i) | Ugo Humbert         | 6(4)–7, 4–6 |

### Tornei minori

#### Singolare

##### Vittorie (8)
| Legenda tornei minori     |
| Challenger (5)            |
| ITF World Tennis Tour (3) |

| N. | Data             | Torneo                                | Superficie  | Avversario in finale | Punteggio        |
| 1. | 3 aprile 2022    | M15 Antalya, Adalia                   | Terra rossa | Timo Stodder         | 6–0, 6–1         |
| 2. | 10 aprile 2022   | M15 Antalya, Adalia                   | Terra rossa | Valentin Royer       | 6–3, 6–2         |
| 3. | 8 maggio 2022    | M25 Ulcinj, Dulcigno                  | Terra rossa | Àlex Martí Pujolràs  | 6–1, 6–2         |
| 4. | 3 luglio 2022    | Sauerland Open, Lüdenscheid           | Terra rossa | Zhang Zhizhen        | 6–1, 6–2         |
| 5. | 19 marzo 2023    | Kiskút Open, Székesfehérvár           | Terra rossa | Nino Serdarušić      | 6–4, 6–3         |
| 6. | 14 maggio 2023   | Danube Upper Austria Open, Mauthausen | Terra rossa | Filip Misolic        | 6–2, 6(5)–7, 6–4 |
| 7. | 3 settembre 2023 | Rafa Nadal Open, Manacor              | Cemento     | Harold Mayot         | 6–2, 4–6, 6–2    |
| 8. | 11 gennaio 2025  | Oeiras indoor, Oeiras                 | Cemento (i) | Liam Draxl           | 6–1, 6–3         |

##### Finali perse (1)
| Legenda tornei minori     |
| Challenger (1)            |
| ITF World Tennis Tour (0) |

| N. | Data             | Torneo                        | Superficie | Avversario in finale | Punteggio |
| 1. | 8 settembre 2024 | Istanbul Challenger, Istanbul | Cemento    | Damir Džumhur        | 4–6, 2–6  |

##### Vittorie (1)
| Legenda tornei minori     |
| Challenger (0)            |
| ITF World Tennis Tour (1) |

| N. | Data           | Torneo                 | Superficie  | Compagno      | Avversari in finale              | Punteggio |
| 1. | 15 maggio 2021 | M15 Prijedor, Prijedor | Terra rossa | Marco Tepavac | Stefan Micov Alen Rogić Hadžalić | 6–1, 6–4  |

### Next Generation ATP Finals

#### Vittorie (1)
| N. | Data            | Torneo                            | Superficie  | Avversario in finale | Punteggio                     |
| 1. | 2 dicembre 2023 | Next Generation ATP Finals, Gedda | Cemento (i) | Arthur Fils          | 3(6)–4, 4–1, 4–2, 3(9)–4, 4–1 |